# Relações entre Indonésia e Vietnã
As relações entre Indonésia e Vietnã foram estabelecidas em 1955. A Indonésia tem uma embaixada em Hanói. O Vietnã tem uma embaixada em Jacarta. Ambas são nações vizinhas que têm uma fronteira marítima no Mar do Sul da China e são membros da Associação de Nações do Sudeste Asiático e da Cooperação Econômica Ásia-Pacífico.

## História
As relações entre a Indonésia e o Vietnã, particularmente o Vietnã do Sul, começaram por volta do século VII, desde a era dos reinos de Champá, Serivijaia e, mais tarde, Majapait. Em meados do século XI, o rei vietnamita Ly Thanh Tong (r. 1054-1071) teria comprado uma pérola preciosa de um comerciante javanês. Um poema épico de Majapait chamado Nagarakretagama mencionou vários estados que hoje são o Vietnã: Champá e Yawana (Đại Việt). Registros indonésios do século XV mencionam a princesa Darawati, uma princesa Cham, casada com o rei Kertawijaya, o sétimo governante de Majapait. O túmulo de Putri Champa (Princesa de Champá) pode ser encontrado em Trowulan, Java Oriental, o local da capital de Majapait. Do século XV ao XVII, os muçulmanos Cham mantiveram um relacionamento cordial com o Sultanato de Achém.

### Pós-independência
Embora as relações diplomáticas informais tenham se originado na década de 1940, os laços diplomáticos formais só foram estabelecidos após a Conferência de Bandungue de 1955. A Indonésia estabeleceu consulados-gerais em Hanói e Saigon em setembro e dezembro daquele ano. Embora inicialmente se mantivesse neutro entre os partidos do Norte e do Sul, o governo da Indonésia sob o comando de Sukarno passou a favorecer o Vietnã do Norte comunista. Por fim, em 10 de agosto de 1964, uma embaixada foi estabelecida em Hanói, o que resultou no rompimento dos laços diplomáticos com o Vietnã do Sul e no fechamento do consulado de Saigon. Essa embaixada foi mantida mesmo quando Suharto assumiu o poder.
Em 28 de julho de 1995, o Vietnã tornou-se o sétimo membro da Associação de Nações do Sudeste Asiático. A cooperação bilateral por meio dessa associação tem sido promovida desde então.

## Visitas de Estado

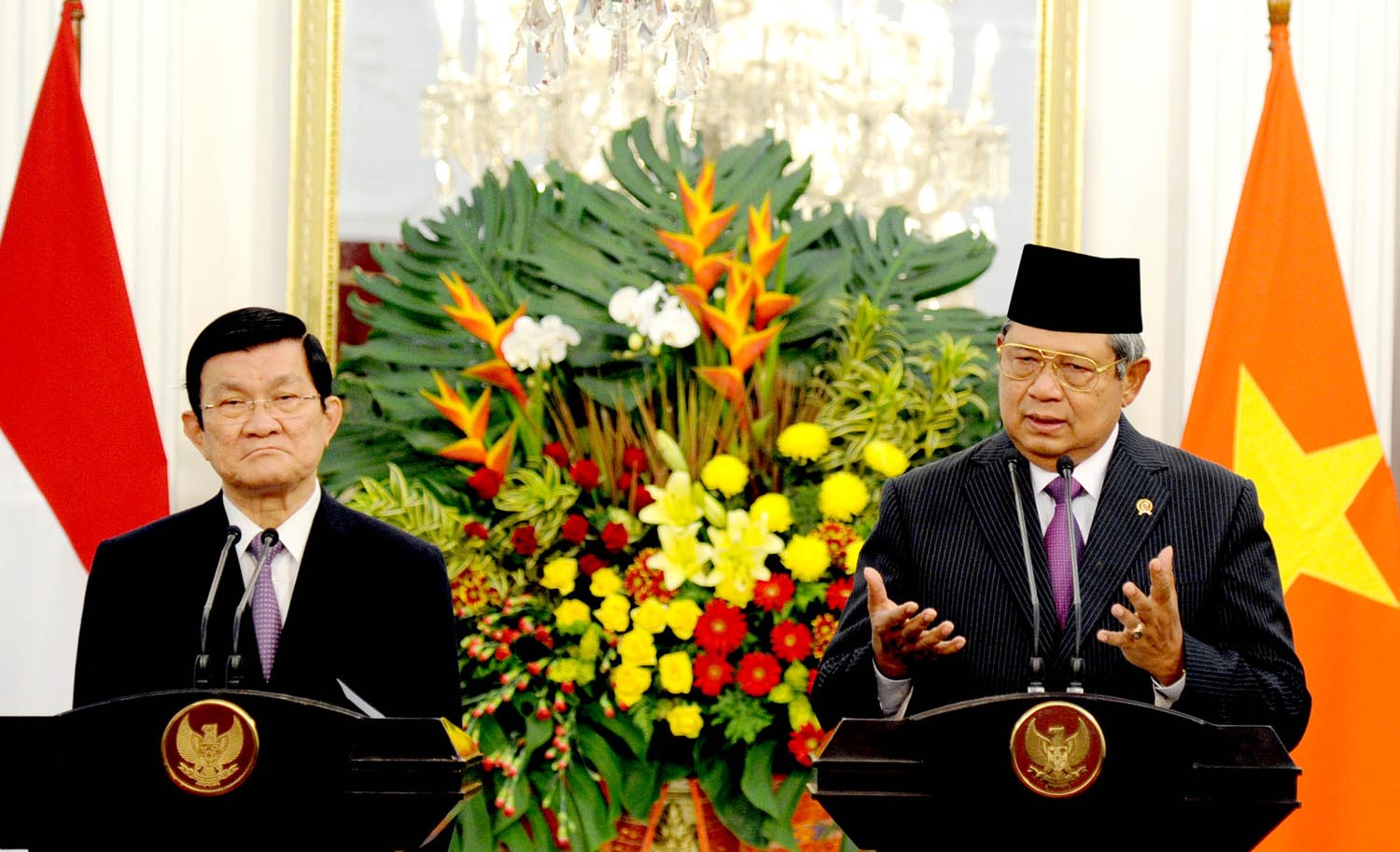
Yudhoyono e Truong Tan Sang no Palácio da Independência, Jacarta, 27 de junho de 2013.

Em fevereiro de 1959, o presidente do Vietnã do Norte, Ho Chi Minh, visitou a Indonésia, e o presidente Sukarno visitou o Vietnã do Norte em junho do mesmo ano. Em novembro de 1990, o presidente Suharto visitou o Vietnã. Em abril de 1994, o presidente Lê Đức Anh visitou a Indonésia. A presidente indonésia Megawati Sukarnoputri visitou Hanói em 22 de agosto de 2001, e também em junho de 2003, retribuído pela visita do presidente Trần Đức Lương a Jacarta em novembro de 2001. O presidente indonésio Susilo Bambang Yudhoyono visitou Hanói em 28 de maio de 2005. Em 27 de junho de 2013, o presidente vietnamita Trương Tấn Sang visitou a Indonésia e fez uma visita ao presidente indonésio, Susilo Bambang Yudhoyono, para fortalecer as relações bilaterais e aprofundar a cooperação em setores-chave, além de concordar em estabelecer uma parceria estratégica. Em dezembro de 2022, o presidente vietnamita Nguyễn Xuân Phúc visitou a Indonésia para aprofundar a cooperação e finalizar a demarcação em ambas as fronteiras marítimas.

## Turismo
Em 2016, cerca de 50.000 turistas vietnamitas visitaram a Indonésia e aproximadamente 70.000 indonésios visitaram o Vietnã.

## Disputas territoriais
A Indonésia e o Vietnã não têm disputas territoriais. No entanto, abordando as disputas territoriais no Mar do Sul da China, a Indonésia apoia as nações da Associação de Nações do Sudeste Asiático (incluindo o Vietnã e as Filipinas) a se unirem e reafirmarem a Declaração de Conduta das partes envolvidas, a necessidade de reafirmar as diretrizes, o Código de Conduta no Mar do Leste (Mar do Sul da China) e a necessidade de respeitar as leis internacionais e a Convenção das Nações Unidas sobre o Direito do Mar.
Em anos mais recentes, embarcações de pesca vietnamitas capturadas por supostamente pescarem na Zona Econômica Exclusiva da Indonésia foram afundadas, com 96 navios afundados ao longo de 2016, tornando-se o maior número em comparação com outros países. O presidente indonésio expressou seu desejo de resolver as questões da ZEE com o presidente vietnamita durante a cúpula do G20 de Hamburgo em 2017, da qual o Vietnã foi convidado.
No final de 2022, durante a visita de estado do presidente vietnamita Nguyễn Xuân Phúc à Indonésia, os chefes de estado das duas nações anunciaram que as duas partes concluíram as negociações relacionadas à demarcação dos limites da ZEE. O intuito do acordo era acabar efetivamente com as preocupações e os confrontos entre o Vietnã e a Indonésia na área e incentivar os dois países a se unirem mais para lidar com a expansão da China no Mar do Sul da China.